# Metathyreotus
Metathyreotus – rodzaj kosarzy z podrzędu Laniatores i rodziny Epedanidae.

## Występowanie
Przedstawiciele rodzaju są gatunkami endemicznymi dla Indii. Oba występują w stanie Assam.

## Systematyka
Opisano dotąd zaledwie 2 gatunki z tego rodzaju:
- Metathyreotus aborensis Roewer, 1913
- Metathyreotus kempi Roewer, 1913